# پرستودریایی گلگون

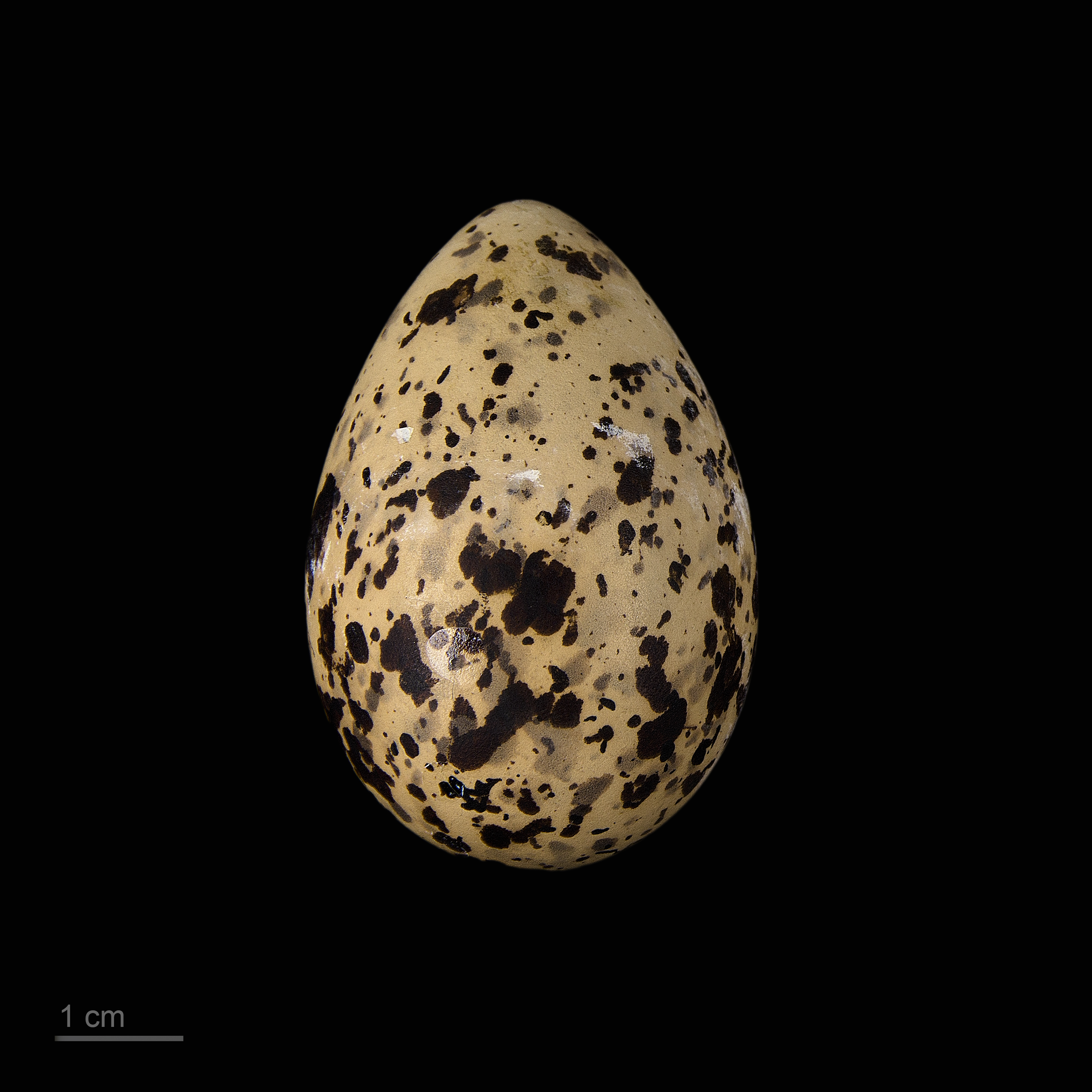
Sterna dougallii dougallii

پرستودریایی گُلگون یا پرستودریایی دوگالی (نام علمی: Sterna dougallii) نام یک گونه از سرده پرستودریایی‌ها است.